# Vatoa

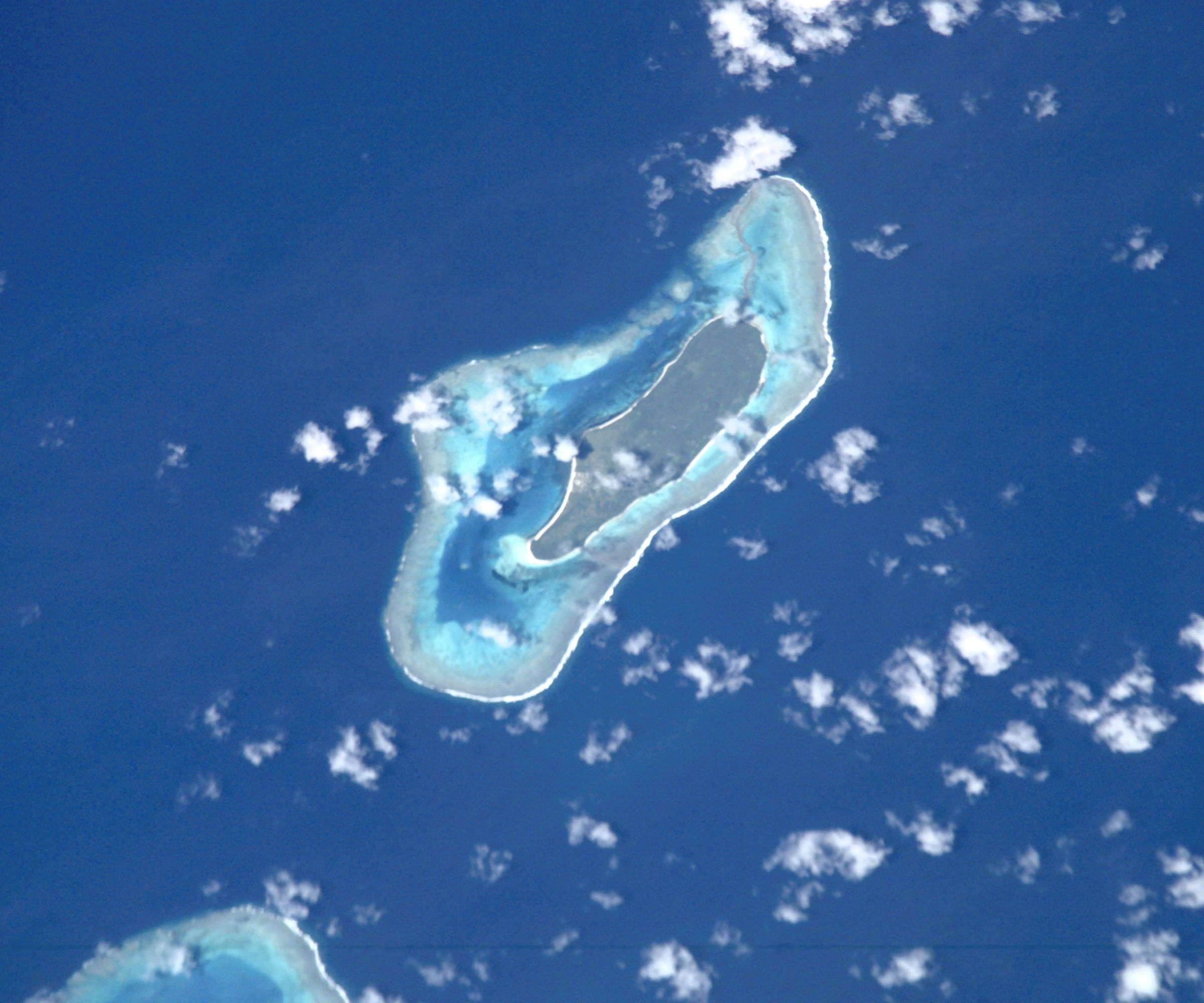
Flygfoto av Vatoa

Vatoa (uttalas:βatoa), även känd som Turtle Island efter James Cooks besök, ligger i utkanten av Lauöarna i Fiji. Ön var den enda i dagens Fiji som besöktes av James Cook. Ön siktades den lördagen den 2 juli 1774, följande dag gick befälhavaren och några ur besättningen i land "för att prata med befolkningen som uppgick till max 20 personer och var beväpnade med klubbor och spjut, men så fort de gick iland drog de sig tillbaka. De lämnade några gåvor på stranden. I närheten sågs sköldpaddor, vilket gjorde att jag gav ön namnet Turtle Island".
Vatoa har varierat regnfall och är vanligtvis sval på grund av passadvindarna. Arealen är 4.45 km² och höjden överstiger 50 m. Den består helt av kalksten, troligen från miocenåldern. Det finns bara en by, som har omkring 300 invånare. Intressanta gamla befästningar upptar större delen av ön. 
En berömd person från ön är immigrationsminister Viliame Naupoto som tidigare var kommendörkapten i Fijis flotta.